# Elecciones presidenciales de Austria de 2016
Las elecciones presidenciales de Austria de 2016 se realizaron el 24 de abril de ese año para elegir al sucesor del presidente Heinz Fischer quien no podía aspirar a un tercer mandato. La primera vuelta de la elección fue ganada por Norbert Hofer del Partido de la Libertad de Austria. Alexander Van der Bellen, un miembro de Los Verdes pero que en esta elección disputaba como independiente, llegó segundo. Como ninguno de ellos tuvo más del 50% de los votos, compitieron en una segunda vuelta programada para el 22 de mayo. Los candidatos de los dos partidos gobernantes, el Partido Socialdemócrata y el Partido Popular, llegaron en cuarto y quinto puesto respectivamente, detrás de la independiente Irmgard Griss quien fue la tercera más votada.
Esta sería la primera vez desde los tiempos de la Segunda Guerra Mundial que un presidente austriaco no es respaldado por ninguno de los dos partidos dominantes (Socialdemócratas o Populares).
El 1 de julio, los resultados de la segunda vuelta de las elecciones fueron anuladas por el Tribunal Constitucional de Austria, lo que obligó a la repetición de la segunda vuelta que fue prevista para el 2 de octubre del mismo año, pero luego se pospuso para el 4 de diciembre.
Finalmente, en la repetición de la segunda vuelta, los resultados dieron a Van der Bellen el 53,8% de los votos mientras que Norbert Hofer ocupó el 46,2% de los votos, con una participación de 74,2%. Hofer concedió su derrota en la tarde del 4 de diciembre.

## Candidatos
- Irmgard Griss candidata independiente
- Norbert Hofer del Partido de la Libertad de Austria (FPÖ)
- Rudolf Hundstorfer del Partido Socialdemócrata de Austria (SPÖ)
- Andreas Khol del Partido Popular Austríaco (ÖVP)
- Richard Lugner candidato independiente
- Alexander Van der Bellen formamente independiente pero auspiciado por Los Verdes-La Alternativa Verde

## Estadísticas de votantes
Según la comisión electoral federal, 6.382.507 ciudadanos austriacos mayores de 16 años son elegibles para votar en las elecciones presidenciales. Comparado con las elecciones presidenciales de 2010, el número de votantes elegibles aumentó en 26,707, o 0.4%. Hay 3,301,628 mujeres y 3,080,879 hombres elegibles para votar. 42.830 austríacos que viven en el extranjero también están incluidos en estos números como elegibles para votar. En la primera ronda de votación, se emitieron 641,975 papeletas de voto ausentes, en comparación con 373,902 en 2010. Para la segunda vuelta, se emitió un número récord de 885,437 votos ausentes.
Votantes elegibles por estado:
- Burgenland: 232,028
- Carintia: 440,435
- Baja Austria: 1,283,676
- Alta Austria: 1,099,420
- Salzburgo: 393,583
- Estiria: 969,487
- Tirol: 540,132
- Vorarlberg: 269,940
- Viena: 1,153,806

## Campaña electoral

### Encuestas antes de la primera vuelta
| Encuestadora    | Fecha      | Griss | Hofer | Hundstorfer | Khol | Lugner | Van der Bellen |
| --------------- | ---------- | ----- | ----- | ----------- | ---- | ------ | -------------- |
| meinungsraum.at | 19.04.2016 | 24 %  | 22 %  | 14 %        | 9 %  | 5 %    | 26 %           |
| OGM             | 18.04.2016 | 22 %  | 24 %  | 15 %        | 11 % | 3 %    | 25 %           |
| Gallup          | 13.04.2016 | 20 %  | 24 %  | 16 %        | 11 % | 3 %    | 26 %           |
| Hajek           | 08.04.2016 | 19 %  | 24 %  | 14 %        | 12 % | 4 %    | 27 %           |
| OGM             | 08.04.2016 | 21 %  | 22 %  | 17 %        | 13 % | 2 %    | 24 %           |
| Unique Research | 07.04.2016 | 18 %  | 23 %  | 14 %        | 12 % | 4 %    | 29 %           |
| Gallup          | 07.04.2016 | 21 %  | 23 %  | 14 %        | 12 % | 4 %    | 26 %           |
| Spectra         | 24.03.2016 | 20 %  | 21 %  | 14 %        | 13 % | 3 %    | 29 %           |
| SORA            | 24.03.2016 | 19 %  | 21 %  | 14 %        | 13 % | 3 %    | 30 %           |
| Gallup          | 24.03.2016 | 19 %  | 21 %  | 17 %        | 13 % | 5 %    | 25 %           |

### Encuestas antes de la segunda vuelta(Anulada)
Debido a la gran discrepancia entre las encuestas antes de la primera vuelta y su resultado real, algunos diarios o periódicos gratuitos habían decidido no publicar encuestas antes de la segunda encuesta. Estos incluyen, por ejemplo, The Standard o Today. Un máximo de un pequeño mensaje y un análisis crítico querían publicar la prensa. Sin embargo, el periódico Kronen Zeitung y Austria informaron que continuarían publicando encuestas hasta la segunda elección. Al final, solo el periódico Austria publicó más encuestas.
| Encuestadora      | Fecha      | Hofer  | Van der Bellen | Indecisos |
| ----------------- | ---------- | ------ | -------------- | --------- |
| Gallup            | 12.05.2016 | 53 %   | 47 %           | –         |
| MindTake Research | 10.05.2016 | 36,6 % | 33,5 %         | 29,9 %    |
| Gallup            | 26.04.2016 | 50 %   | 50 %           | –         |

### Encuestas antes de la segunda vuelta
| Encuestadora    | Fecha      | Hofer | Van der Bellen | Indecisos |
| --------------- | ---------- | ----- | -------------- | --------- |
| Unique Research | 17.11.2016 | 49 %  | 51 %           | –         |
| Gallup          | 17.11.2016 | 52 %  | 48 %           | –         |
| Gallup          | 01.11.2016 | 51 %  | 49 %           | –         |
| Akonsult        | 03.11.2016 | 52 %  | 48 %           | –         |
| Gallup          | 22.10.2016 | 51 %  | 49 %           | –         |
| Gallup          | 06.10.2016 | 50 %  | 50 %           | –         |
| Gallup          | 24.09.2016 | 51 %  | 49 %           | –         |
| Gallup          | 15.09.2016 | 51 %  | 49 %           | –         |
| Gallup          | 08.09.2016 | 52 %  | 48 %           | –         |
| Unique Research | 08.09.2016 | 49 %  | 51 %           | –         |
| Hajek           | 02.09.2016 | 49 %  | 51 %           | –         |
| Gallup          | 24.08.2016 | 53 %  | 47 %           | –         |
| Gallup          | 11.08.2016 | 52 %  | 48 %           | –         |
| Gallup          | 28.07.2016 | 52 %  | 48 %           | –         |
| Gallup          | 06.07.2016 | 51 %  | 49 %           | –         |
| meinungsraum.at | 06.07.2016 | 37 %  | 37 %           | 26 %      |

### Debates
Debido a la gran cantidad de candidatos, se han adoptado nuevas formas de presentación de los candidatos, especialmente en la televisión ORF. El 14 de abril, todos los candidatos (excepto Richard Lugner) transmitieron dos enfrentamientos cada 15 minutos en la transmisión Die 2. Los moderadores fueron Tarek Leitner y Marie-Claire Zimmermann. El 21 de abril de 2016, todos los candidatos fueron entrevistados por sus puntos de vista en un programa moderado por Ingrid Thurnher, una llamada "Ronda de elefantes".
En la campaña electoral antes de las elecciones, el 14 de mayo de 2016 se emitió un formato de TV de la estación de ATV, en el cual ambos candidatos fueron ubicados en una sala sin moderador y debían entrevistarse allí. Esto condujo a luchas personales agresivas que despertaron la atención internacional. Los analistas hablaban de un "amento de barro"; una parte importante de la reunión se hizo cargo de lo que los seguidores del otro habían publicado en insultos en las redes sociales. En un enfrentamiento moderado adicional cinco días después en el ORF, ambos candidatos luchaban por una postura mucho más estadista. 

## Resultados
Hofer, el candidato del Partido de la Libertad, ganó la primera vuelta de las elecciones el 24 de abril con un inesperadamente fuerte 35 por ciento de los votos. Van der Bellen quedó en segundo lugar con un 21 por ciento, y como Hofer no pudo ganar una mayoría de la elección se procedió a una segunda vuelta entre los dos, prevista para el 22 de mayo. La independiente Irmgard Griss quedó en tercer lugar con un 19 por ciento, mientras que Khol y Hundstorfer, que representaban a los dos partidos del gobierno, encuestaron a 11 por ciento cada uno. El resultado fue descrito como un "terremoto político" y un "malestar histórico".
El resultado provisional el 22 de mayo dio a Hofer 51,9% de los votos; sin embargo, todavía faltaban por contar los votos por correo, que se esperaban para favorecer Van der Bellen "habida cuenta de la preocupación que ha cundido en otros países por el auge de la ultraderecha en Austria". Por lo tanto el ganador no estaba claro hasta que los votos por correo se contaran el lunes 23 de mayo. El resultado provisional con papeletas de voto por correo dio, finalmente, la victoria a Van der Bellen con un 50,3% de los votos válidos. Este había de suceder a Heinz Fischer como presidente el 8 de julio de 2016.

### Anulación de resultados
El 8 de junio, el presidente del FPÖ, Heinz-Christian Strache introdujo un recurso de 152 páginas a la Corte Constitucional. Strache denunció que más de 30.000 votos habían sido contados antes de tiempo, más de 50.000 votos habían sido contados por personal no autorizado, y más de 500.000 papeletas fueron invalidadas. El Ministerio de Interior reconoció algunas irregularidades, pero que el número de votos afectados no era suficiente para revertir los resultados. "Hubo dejadez", dijo el ministro de interior Wolfgang Sobotka.
El abogado de Van der Bellen argumentó que las irregularidades habrían tenido un impacto "insignificante" en los resultados, mientras que los abogados de la FPÖ dijeron que sí podrían haber afectado a los resultados de la elección. Pero el 1 de julio, ya que Hofer había perdido frente a Van der Bellen por 30.863 votos, y la Corte encontró que más del doble de esa cifra (77.926) han sido afectadas por las violaciones del código electoral, la cabeza de la Corte Constitucional, Gerhart Holzinger ordenó la realización de una nueva segunda vuelta.
Los tres presidentes del Consejo Nacional (Doris Bures (SPÖ), Karlheinz Kopf (ÖVP) y Norbert Hofer (FPÖ)) fueron designados para servir colectivamente como presidentes en funciones de Austria, comenzando después de que el mandato del presidente Heinz Fischer termine el 8 de julio y hasta la inauguración del nuevo presidente.
| Candidato                                                                                 | Candidato                          | Partido                            | Primera vuelta | Primera vuelta | Segunda vuelta (anulada) | Segunda vuelta (anulada) | Segunda vuelta (repetición) | Segunda vuelta (repetición) |
| Candidato                                                                                 | Candidato                          | Partido                            | Votos          | %              | Votos                    | %                        | Votos                       | %                           |
| ----------------------------------------------------------------------------------------- | ---------------------------------- | ---------------------------------- | -------------- | -------------- | ------------------------ | ------------------------ | --------------------------- | --------------------------- |
|                                                                                           | Norbert Hofer                      | Partido de la Libertad de Austria  | 1,499,971      | 35.1           | 2,220,654                | 49.7                     | 2,124,661                   | 46.2                        |
|                                                                                           | Alexander Van der Bellen           | Los Verdes-La Alternativa Verde    | 913,218        | 21.3           | 2,251,517                | 50.3                     | 2,472,892                   | 53.8                        |
|                                                                                           | Irmgard Griss                      | Independiente                      | 810,641        | 18.9           |                          |                          |                             |                             |
|                                                                                           | Rudolf Hundstorfer                 | Partido Socialdemócrata de Austria | 482,790        | 11.3           |                          |                          |                             |                             |
|                                                                                           | Andreas Khol                       | Partido Popular Austríaco          | 475,767        | 11.1           |                          |                          |                             |                             |
|                                                                                           | Richard Lugner                     | Independiente                      | 96,783         | 2.3            |                          |                          |                             |                             |
| Votos nulos/en blanco                                                                     | Votos nulos/en blanco              | Votos nulos/en blanco              | 92,655         | –              | 164,875                  | –                        | 151,851                     | –                           |
| Total                                                                                     | Total                              | Total                              | 4,371,825      | 100            | 4,637,046                | 100                      | 4,749,404                   | 100                         |
| Votantes registrados/participación                                                        | Votantes registrados/participación | Votantes registrados/participación | 6,382,507      | 68.5           | 6,382,507                | 72.7                     | 6,399,572                   | 74.2                        |
| Fuente: Bundesministerium für Inneres Archivado el 23 de mayo de 2016 en Wayback Machine. |                                    |                                    |                |                |                          |                          |                             |                             |